# Latin pop
A latin pop (pop latino) gyűjtőnév azon országok popzenei stílusaira, amelyek kultúrája és nyelve a latinból származik. Főként a különböző latin-amerikai, illetve spanyolországi, portugáliai műfajokat értik alatta, de tágabb értelemben idetartozik bármelyik újlatin nyelven előadott stílus is.

## Értelmezései
A latin zenéhez hasonlóan nem határozható meg hivatalosan és pontosan, hogy milyen zenei műfajok és előadók tartoznak a latin pop fogalomkörébe. Gyakorlatilag alapvetően két kategóriája létezik. Tágabb értelmezésben bármilyen popzene, amelyet a fent említett nyelvek valamelyikén énekelnek. Szűkebb értelemben, a hagyományos latin popzene a tradicionális latin tánczene (rumba, salsa, tangó stb.) stíluselemeinek különféle keverékei, vagy: ezeknek a hagyományos stíluselemeknek és a rockzene, illetőleg a modern elektronikus zene (dance, techno stb.) és egyéb stílusoknak az ötvözetei. Jellemzői általában a gyors tempó, vidám, fülbemászó dallam, jó táncolhatóság.

## Ismertebb latin popsztárok és együttesek
| - Alejandro Fernández (Mexikó) - Alejandro Sanz (Spanyolország) - Aventura (Dominikai Köztársaság) - Celia Cruz † (Kuba) - Chayanne (Puerto Rico) - Chenoa (Spanyolország) - David Bisbal (Spanyolország) - Dulce María (Mexikó) - El sueño de Morfeo (Spanyolország) - Enrique Iglesias (Spanyolország) - Eros Ramazzotti (Olaszország) - Gloria Estefan (Kuba) - Jennifer Lopez (USA) - Jon Secada (Kuba) - Juanes (Kolumbia) - Julio Iglesias (Spanyolország) - La Oreja de Van Gogh (Spanyolország) - Laura Pausini (Olaszország) |  | - Luis Miguel (Mexikó) - Maná (Mexikó) - Marc Anthony (USA) - Miguel Bosé (Spanyolország) - Natalia Oreiro (Uruguay) - Nek (Olaszország) - Olga Tañón (Puerto Rico) - Paulina Rubio (Mexikó) - RBD (Mexikó) - Raffaella Carrà (Olaszország) - Ricky Martin (Puerto Rico) - Selena † (USA) - Soraya † (Kolumbia) - Shakira (Kolumbia) - Thalía (Mexikó) - Belinda (Mexikó) - Tiziano Ferro (Olaszország) |